# Alfred Kühnert
Alfred Kühnert (* 1. Oktober 1919 in Schweina; † 1. Juli 2000 in Warburg) war ein deutscher Heimatforscher und Lehrer. Er prägte über drei Jahrzehnte lang  das kulturelle Gedächtnis des Main-Kinzig-Kreises. Neben seiner Tätigkeit als Lehrer und Schulleiter war Kühnert insbesondere durch den Heimatkalender Bergwinkel-Bote bekannt, den er von 1973 bis 1998 maßgeblich gestaltete.

## Leben
Alfred Kühnert wurde am 1. Oktober 1919 im thüringischen Schweina als Sohn eines Kaufmanns geboren. Sein schulischer und beruflicher Werdegang war stark vom Zweiten Weltkriegs geprägt. Er begann 1938 ein Pädagogikstudium an der Universität Jena, das er trotz Kriegsunterbrechungen 1941 mit der Ersten Staatsprüfung abschloss. Nach weiteren vier Jahren Kriegseinsatz, amerikanischer Kriegsgefangenschaft und ersten Tätigkeiten im Schuldienst übernahm er 1946 in Oberzell eine freie Schulstelle, bevor er 1949 seine Zweite Staatsprüfung ablegte. Von 1950 bis zu seiner Versetzung in den Ruhestand im Januar 1982 war er als Hauptlehrer und Schulleiter an der Oberzeller Schule tätig.
Nach seiner Pensionierung zog Kühnert mit seiner Frau ins nordhessische Warburg. Obwohl er sich von seiner Tätigkeit als Schulleiter zurückzog, blieb er der Heimatforschung verbunden. Er verfasste zahlreiche Beiträge in regionalen und überregionalen Presseerzeugnissen, darunter mehr als 1000 Artikel für die Kinzigtal-Nachrichten, über 150 Beiträge für die Frankfurter Allgemeine Zeitung sowie rund 50 Artikel für die Würzburger Main-Post.
Als Schriftleiter des Heimatkalenders im Altkreis Schlüchtern Bergwinkel-Bote prägte er das Erscheinungsbild und den inhaltlichen Gehalt dieses Periodikums maßgeblich. Im Jahr 1998, nach 25 Jahren Tätigkeit, übergab er die Leitung in jüngere Hände. Neben seinen redaktionellen Aufgaben veröffentlichte Kühnert auch mehrere Buchreihen, die sich mit der regionalen Geschichte des Bergwinkels befassten, darunter die Reihen Bergwinkel-Studien und Bergwinkel-Erinnerungen.

## Ehrungen
Seine Verdienste wurden mit mehreren Ehrungen gewürdigt, wie dem Ehrenbrief des Landes Hessen (1981), dem Kulturpreis des Main-Kinzig-Kreises (1982) sowie dem Ehrensiegel der Gemeinde Sinntal (1982). Zudem wurde 1994 die frühere Nickusstraße in Oberzell in Alfred-Kühnert-Straße umbenannt und auch die Grundschule in Oberzell trägt seinen Namen.

## Würdigung
In der Laudation für die Verleihung des Kulturpreises des Main-Kinzig-Kreises wird Kühnerts Werk gewürdigt: Alfred Kühnert verstand Heimatgeschichte nicht nur als Mittel zur Vermittlung historischer Fakten, sondern als Ausdruck der "schöpferischen Einzigartigkeit jedes menschlichen Schicksals". Dabei verfolgte er folgende wesentliche Ansätze: Mit dem Ansatz "Geschichte von unten" legte Kühnert den Fokus auf die Lebenswirklichkeit "kleiner Leute", deren Alltag, Arbeitswelt und kulturelle Traditionen selten in den klassischen Geschichtsschreibungen Beachtung fanden. Seine Werke waren geprägt von einer verständlichen und unterhaltsamen Sprache, die komplexe Zusammenhänge auf prägnante und anschauliche Weise darstellte. Neben der Erfassung historischer Ereignisse legte Kühnert großen Wert auf die Bewahrung des lokalen Brauchtums und der Mundart. Für Kühnert war Heimatgeschichte auch ein Beitrag zur Identitätsbildung. Die Erhaltung von Wissen und Traditionen diente ihm als Brücke zwischen Vergangenheit, Gegenwart und Zukunft, indem er aufzeigte, wie lokale Geschichten und Erfahrungen das Selbstverständnis einer Gemeinschaft prägten.

## Publikationen

### Bergwinkel-Studien
- Im Land der armen Hansen. Bergwinkel-Studien. Verlag H. Steinfeld Söhne, Schlüchtern, 1975
- Fast vergessene Berufe - Von Aschensieder bis Ziegenbrenner. Bergwinkel-Studien. Verlag H. Steinfeld Söhne, Schlüchtern, 1977
- Erlittene Geschichte. Bergwinkel-Studien. Verlag H. Steinfeld Söhne, Schlüchtern, 1980
- Aus Ällers Lade. Bergwinkel-Studien. Verlag H. Steinfeld Söhne, Schlüchtern, 1983

### Bergwinkel-Erinnerungen
- Blick in enge Gassen. Bergwinkel Erinnerungen. Bd I. Verlag Druckerei Griebel, Schlüchtern, 1993
- Von Amtmännern, Pfarrherren und Schulmeistern. Bergwinkel Erinnerungen. Bd II. Verlag Druckerei Griebel, Schlüchtern, 1994
- Über Volksglaube, heile Natur und Kriegswirren. Bergwinkel Erinnerungen. Bd III. Verlag Druckerei Griebel, Schlüchtern, 1995

### Artikel im Heimatkalender Bergwinkel-Bote
Auszüge der von Kühnert verfassen Artikel im Heimatkalender Bergwinkel-Bote, welchen er von 1973 bis 1998 als Schriftführer federführend gestaltete.
- Die Alterainsmühle. Bergwinkel-Bote Heimatkalender 1966, S. 33
- Die hundertjährige Kirche von Oberzell. Bergwinkel-Bote Heimatkalender 1967, S. 29
- Es waren zwei Müllerskinder. Bergwinkel-Bote Heimatkalender 1968, S. 42
- Von Ammehannes bis Zimmerkloase. Bergwinkel-Bote Heimatkalender 1969, S. 53
- Im Sommer fuhren sie Eis. Bergwinkel-Bote Heimatkalender 1969, S. 96
- Ein Oberzeller kurierte Mensch und Vieh. Bergwinkel-Bote Heimatkalender 1970, S. 45
- Viele Löffel - und wenig zu löffeln. Berginwkel-Bote Heimatkalender 1970, S. 120
- Ein Oberzeller sieht die Menschen seiner Heimat. Bergwinkel-Bote Heimatkalender 1971, S. 52
- Das Schulwesen im Kreis Schlüchtern geschichtlich betrachtet. Bergwinkel-Bote Heimatkalender 1972, S. 82
- Edle Roller und arme Japper. Bergwinkel-Bote Heimatkalender 1974, S. 64
- Rechenkünstler zwischen Backofen und Werkbank. Bergwinkel-Bote Heimatkalender 1974, S. 75
- Eine „ungeheuere außereheliche Prokreation“. Bergwinkel-Bote Heimatkalender 1974, S. 136
- Zunderalbert, Tanzstoffel und Kumpanen. Bergwinkel-Bote Heimatkalender 1975, S. 39
- Einfache, nützliche Geräte für Haus und Hof. Bergwinkel-Bote Heimatkalender 1975, S. 6
- Züntersbach, das geteilte Dorf. Bergwinkel-Bote Heimatkalender 1976, S. 59
- Der „kranke“ Beifahrer. Bergwinkel-Bote Heimatkalender 1976, S. 110
- Der Streit um Romsthal. Bergwinkel-Bote Heimatkalender 1981, S. 100
- Schreinerei 1850. Bergwinkel-Bote Heimatkalender 1981, S. 56
- Die Musterschule Niederzell und ihr Lehrer Philipp Neuber. Bergwinkel-Bote Heimatkalender 1981, S. 76
- Schlüchterner Huldigungsschrift für Großherzog Karl von Dalberg. Bergwinkel-Bote Heimatkalender 1981, S. 94
- Doas Elektrisch kommt nach Breunings. Bergwinkel-Bote Heimatkalender 1984, S. 128
- Gute Kontakte. Bergwinkel-Bote Heimatkalender 1985, S. 87
- Als in Steinau Lutherische und Reformierte stritten. Bergwinkel-Bote Heimatkalender 1986, S. 81
- Von Zonenrand zum Mittelpunkt. Bergwinkel-Bote Heimatkalender 1991, S. 29
- Schlüchterner Ehekrawall. Bergwinkel-Bote Heimatkalender 1991, S. 33
- Vom Tun und Lassen. Bergwinkel-Bote Heimatkalender 1991, S. 89
- Ein Heubacher wird Judenlehrer. Bergwinkel-Bote Heimatkalender 1991, S. 101
- Neubeginn in „Fair Tennessee“. Bergwinkel-Bote Heimatkalender 1991, S. 109
- Die „Hitlerbewegung“ drang in den Kreis Schlüchtern ein. Bergwinkel-Bote Heimatkalender 1992, S. 40
- Johann Georg Zinckhan, Präzeptor der Grimm Kinder. Bergwinkel-Bote Heimatkalender 1992, S. 71
- Was eine Heubacher „Verteilungsliste“ verrät. Bergwinkel-Bote Heimatkalender 1992, S. 81
- Die Bruderhofidee lebt! Bergwinkel-Bote Heimatkalender 1992, S. 83
- Relikte aus der Franzosenzeit. Bergwinkel-Bote Heimatkalender 1992, S. 91
- Knacknüsse, Heimische Rätsel aus Ällers Zeit (Gedicht). Bergwinkel-Bote Heimatkalender 1992, S. 96
- Verunglückte Werbung. Bergwinkel-Bote Heimatkalender 1992, S. 104
- Eine Fürstin, die ihr Land nie sah (Amalia von Degenfeld). Bergwinkel-Bote Heimatkalender 1993, S. 48
- Im Tal der Schmalen Sinn. Bergwinkel-Bote Heimatkalender 1993, S. 76
- Jüdische Schmunzelgeschichten. Bergwinkel-Bote Heimatkalender 1993, S. 103
- Kinderreime aus Urällers Zeit. Bergwinkel-Bote Heimatkalender 1993, S. 108
- Im guten gesagt. Bergwinkel-Bote Heimatkalender 1993, S. 116
- Zwei Welsberger amtierten in Steinau. Bergwinkel-Bote Heimatkalender 1994, S. 30
- Zwei Réfugiés in Steinau. Bergwinkel-Bote Heimatkalender 1994, S. 60
- Bergwinklerisch: Namen. Bergwinkel-Bote Heimatkalender 1994, S. 121
- Karl Hellwig (Nachruf). Bergwinkel-Bote Heimatkalender 1994, S. 28
- Das 1200jährige Elm im Wandel der Zeiten. Bergwinkel-Bote Heimatkalender 1995, S. 28
- Neuengronau, ein Bergwinkeldorf am Rande des Spessarts, feiert 700jähriges Jubiläum. Bergwinkel-Bote Heimatkalender 1995, S. 41
- Vom gregorianischen Gesang zur Big Band. Bergwinkel-Bote Heimatkalender 1995, S. 82
- Herrschaftliche Jagd in der Obergrafschaft Hanau. Bergwinkel-Bote Heimatkalender 1995, S. 99
- Spruchweisheiten über Tiere. Bergwinkel-Bote Heimatkalender 1995, S. 126
- Worte zum Abschied. Bergwinkel-Bote Heimatkalender 1998, S. 29
- Idyllischer Joßgrund. Bergwinkel-Bote Heimatkalender 1998, S. 54
- Schutzheilige im Kollegiatstift Salmünster. Bergwinkel-Bote Heimatkalender 1998, S. 72
- Glockenguß auf dem Steinauer Kumpen. Bergwinkel-Bote Heimatkalender 1998, S. 109
- Tiere belebten das Dorf. Bergwinkel-Bote Heimatkalender 1998, S. 115
- Bergwinklerisch: Geräte in Haus und Hof – Weisheiten aus dem Alltag (mit Hans‑Walter Siemon). Bergwinkel-Bote Heimatkalender 1998, S. 117